# Scara de magnitudine Richter
Scara Richter a fost imaginată în 1935 de Charles Richter și Beno Gutenberg, de la California Institute of Technology, pentru a măsura puterea unui cutremur. Este o scară logaritmică, pentru că magnitudinea, după Richter, corespunde logaritmului măsurării amplitudinii undelor de volum (de tip P și S), la 100 km de epicentru și este gradată de la 1 la 9. De obicei intensitatea cutremurelor nu se exprimă în numere întregi, ci în numere fracționare.
Deoarece scara Richter este o scară logaritmică, o modificare de un grad pe scara Richter este corelată cu o modificare de 10 ori a amplitudinii undelor seismice și de aproximativ 30 de ori a energiei eliberate de cutremur.

## Efectele cutremurelor
| Magnitudine Richter | Descriere  | Efecte | Frecvență de producere |
| ------------------- | ---------- | --- | ---------------------- |
| sub 2,0             | micro      | Microseisme; nu se simt. | 8.000 pe zi            |
| 2,0–2,9             | minor      | De obicei nu se simt, dar sunt măsurate/înregistrate.                                                                              | 1.000 pe zi            |
| 3,0–3,9             | minor      | Adeseori se simt, dar rareori produc pagube.                                                                                       | 49.000 pe an           |
| 4,0–4,9             | ușor       | Trepidații perceptibile ale obiectelor în interiorul clădirilor, zgomote prin lovire; pagube importante sunt puțin probabile.      | 6.200 pe an            |
| 5,0–5,9             | moderat    | Pot provoca pagube importante, pe porțiuni restrânse, la clădirile prost construite și pagube ușoare la clădirile bine construite. | 800 pe an              |
| 6,0–6,9             | puternic   | Pot provoca distrugeri în zone populate pe o rază de până la circa 160 km.                                                         | 120 pe an              |
| 7,0–7,9             | major      | Pot provoca distrugeri importante pe întinderi mari.                                                                               | 18 pe an               |
| 8,0–8,9             | important  | Pot provoca distrugeri importante în zone situate la sute de kilometri în jurul epicentrului.                                      | 1 pe an                |
| 9,0–9,9             | important  | Devastează zone pe o rază de mii de kilometri.                                                                                     | 1 la 5 ani             |
| 10,0 și peste       | devastator | Nu s-au înregistrat; posibilă devastare la scară planetară.                                                                        | necunoscută            |